# Шейді-Гроув (округ Поні, Оклахома)
Шейді-Гроув (англ. Shady Grove) — місто (англ. town) в США, в окрузі Поні штату Оклахома. Населення — 2 особи (2010).

## Географія
Шейді-Гроув розташоване за координатами 36°11′23″ пн. ш. 96°17′17″ зх. д. / 36.18972° пн. ш. 96.28806° зх. д. (36.189720, -96.287929).  За даними Бюро перепису населення США в 2010 році місто мало площу 0,04 км², уся площа — суходіл.

## Демографія
Згідно з переписом 2010 року, у місті мешкали 2 особи в 2 домогосподарствах у складі 0 родин. Густота населення становила 46 осіб/км².  Було 2 помешкання (46/км²).
Расовий склад населення:
| - 100,0 % — білих |

До двох чи більше рас належало 0,0 %. Частка іспаномовних становила 0,0 % від усіх жителів.
За віковим діапазоном населення розподілялося таким чином: 0,0 % — особи молодші 18 років, 50,0 % — особи у віці 18—64 років, 50,0 % — особи у віці 65 років та старші. Медіана віку мешканця становила 64,5 року. На 100 осіб жіночої статі у місті припадало 100,0 чоловіків;  на 100 жінок у віці від 18 років та старших — 100,0 чоловіків також старших 18 років.